# Камден (тауншип, Миннесота)
Ка́мден (англ. Camden) — тауншип в округе Карвер, Миннесота, США. На 2000 год его население составило 955 человек.

## География
По данным Бюро переписи населения США площадь тауншипа составляет 89,5 км², из которых 87,9 км² занимает суша, а 1,6 км² — вода (1,79 %).

## Демография
По данным переписи населения 2000 года здесь находились 955 человек, 316 домохозяйств и 269 семей. Плотность населения — 10,9 чел./км². На территории тауншипа расположено 327 построек со средней плотностью 3,7 построек на один квадратный километр. Расовый состав населения: 98,01 % белых, 0,73 % афроамериканцев, 0,10 % коренных американцев, 0,10 % азиатов и 1,05 % приходится на две или более других рас. Испанцы или латиноамериканцы любой расы составляли 0,42 % от популяции тауншипа.
Из 316 домохозяйств в 43,0 % воспитывались дети до 18 лет, в 78,2 % проживали супружеские пары, в 3,5 % проживали незамужние женщины и в 14,6 % домохозяйств проживали несемейные люди. 12,7 % домохозяйств состояли из одного человека, при том 6,0 % из — одиноких пожилых людей старше 65 лет. Средний размер домохозяйства — 3,02, а семьи — 3,32 человека.
29,3 % населения — младше 18 лет, 7,2 % — в возрасте от 18 до 24 лет, 28,3 % — от 25 до 44, 24,8 % — от 45 до 64, и 10,4 % — старше 65 лет. Средний возраст — 37 лет. На каждые 100 женщин приходилось 109,0 мужчин. На каждые 100 женщин старше 18 приходилось 108,3 мужчин.
Средний годовой доход домохозяйства составлял 60 563 доллара, а средний годовой доход семьи — 62 188 долларов. Средний доход мужчин — 35 714 долларов, в то время как у женщин — 31 058. Доход на душу населения составил 23 502 доллара. За чертой бедности находились 2,2 % семей и 2,9 % всего населения тауншипа, из которых 3,8 % младше 18 и 2,9 % старше 65 лет.